# Lijst van afleveringen van Verhekst!
Dit is een lijst van afleveringen van de televisieserie Verhekst!

## Overzicht van seizoenen
| Seizoen | Afleveringen | Uitgezonden    | Uitgezonden     | Uitgezonden     | Uitgezonden      |
| Seizoen | Afleveringen | Start seizoen  | Seizoensfinale  | Start seizoen   | Seizoensfinale   |
| ------- | ------------ | -------------- | --------------- | --------------- | ---------------- |
| 1       | 21           | 1 januari 2014 | 30 januari 2014 | 12 mei 2014     | 6 juni 2014      |
| 2       | 24           | 7 juli 2014    | 8 augustus 2014 | 2 februari 2015 | 5 maart 2015     |
| 3       | 20           | 5 januari 2015 | 30 januari 2015 | 5 oktober 2015  | 30 oktober 2015  |
| 4       | 20           | 6 juli 2015    | 31 juli 2015    | 1 februari 2016 | 26 februari 2016 |

## Seizoen 1: 2014
- Dit is het eerste seizoen van Verhekst!
- Dit seizoen heeft 20 afleveringen, waar 1 special (" A Witch's Tale") bij komt en 21 afleveringen toont.
- Deze serie is de Amerikaanse versie van de Latijns-Amerikaans serie Grachi.
- Seizoen 1 draait helemaal over twee meiden die moeten wennen aan het heksenleven.

| Nr. | Aflevering | Titel                                              | Regisseur                         | Schrijver          | Uitzenddatum + /                      | Productiecode |  |
| --- | ---------- | -------------------------------------------------- | --------------------------------- | ------------------ | ------------------------------------- | ------------- |  |
| 1 | 1          | "Ontdekking" (Discovery)                           | Arturo Manuitt & Leonardo Galavis | Catharina Ledeboer | 1 januari 2014 (), 12 mei 2014 ( + )  | 101           |  |
| Nadat het nieuwe meisje Emma Alonso (Paola Andino) aangekomen is in Miami met haar vader Francisco Alonso (Rene Lavan), ziet ze rare dingen om haar heen, en niet zij alleen, ook Maddie Van Pelt (Paris Smith), Emma geraakt al snel bevriend met Andi Cruz (Daniela Nieves) en wordt verliefd op Daniel Miller (Nick Merico), waar Maddie daar heel boos over wordt. Andi heeft Emma Gigi (Zoey Burger) voorgesteld maar ze is beter bekend als "Miss Informatie", ze heeft een blog waar dagelijks heel veel nieuws van de studenten van Iridium High wordt gezet. |            |                                                    |                                   |                    |                                       |               |  |
| 2 | 2          | "De Grote Redding" (The Big Rescue)                | Arturo Manuitt & Leonardo Galavis | Catharina Ledeboer | 2 januari 2014 (), 13 mei 2014 ( + )  | 102           |  |
| Emma en Maddie weten nu zeker dat ze heksen zijn en gaan de strijd aan met elkaar. Maddie sluit Emma tijdens de rook op in de meisjestoilet. Daniel wou haar redden, maar Emma heeft een teleportatiespreuk opgezegd waarna ze voor hem onvindbaar is. |            |                                                    |                                   |                    |                                       |               |  |
| 3 | 3          | "In De Kou" (The big chill)                        | Arturo Manuitt & Leonardo Galavis | Catharina Ledeboer | 3 januari 2014 (), 14 mei 2014 ( + )  | 103           |  |
| Emma heeft Andi in een zwarte geit veranderd en was nog net op tijd om haar terug te veranderen voordat haar vader de geit zag. Maddie is jaloers op Emma en Daniel en daarom heeft ze haar in een ijssculptuur veranderd. Emma moest naar de ziekenkamer en daar ontmoet ze Lily (Melissa Carcache), de nieuwe verpleegster. Lily is niet alleen maar een verpleegster, maar ook Emma's krachteloze beschermer. Het is Lily's taak om met Emma te praten wanneer ze zou ontdekken dat ze een heks is. Nu dat is voltooi,d gaat Lily Emma leren hoe ze haar krachten gebruikt. |            |                                                    |                                   |                    |                                       |               |  |
| 4 | 4          | "Ik Ben Een Heks" (I'm a Witch)                    | Arturo Manuitt & Leonardo Galavis | Catharina Ledeboer | 6 januari 2014 (), 15 mei 2014 ( + )  | 104           |  |
| Emma is zich aan het voorbereiden voor haar bezoekje bij Daniels huis, en bovendien heeft Maddie ongedaanspreuken geleerd. Diego Rueda (Tyler Alvarez) heeft eindelijk ontdekt dat hij een Kanay is, die de elementen beheerst, en hij probeert het voor iedereen geheim te houden. |            |                                                    |                                   |                    |                                       |               |  |
| 5 | 5          | "Magische Ruzies" (Magic Fight Club)               | Arturo Manuitt & Leonardo Galavis | Catharina Ledeboer | 7 januari 2014 (), 16 mei 2014 ( + )  | 105           |  |
| Emma heeft zich in Nicki Minaj veranderd en is zo naar het huis van Daniel gegaan. Maddie en Emma hebben een magisch gevecht op school, maar het schoolhoofd betrapt hen. Bovendien geeft Katie Rice (Denisea Wilson) Diego en Mac Davis (Mavrick Moreno) een liefdesspreuktaart. |            |                                                    |                                   |                    |                                       |               |  |
| 6 | 6          | "Apenstreken 1" (Monkey Business)                  | Arturo Manuitt & Leonardo Galavis | Catharina Ledeboer | 8 januari 2014 (), 19 mei 2014 ( + )  | 106           |  |
| Lily ontdekt dat het schoolhoofd (Michele Verdi) een heks is en leerkrachten en studenten in padden verandert voor haar collectie. Lily wilde het aan Emma vertellen, maar Maddie heeft haar in een aap veranderd. |            |                                                    |                                   |                    |                                       |               |  |
| 7 | 7          | "Apenstreken 2" (Monkey Business II)               | Arturo Manuitt & Leonardo Galavis | Catharina Ledeboer | 9 januari 2014 (), 20 mei 2014 ( + )  | 107           |  |
| Emma zoekt uit hoe ze Lily terug in een mens kan veranderen maar de dierenwagen is al opkomst om de aap op te halen. |            |                                                    |                                   |                    |                                       |               |  |
| 8 | 8          | "Zwarte Macie" (Mac-sic-cle)                       | Arturo Manuitt & Leonardo Galavis | Catharina Ledeboer | 10 januari 2014 (), 21 mei 2014 ( + ) | 108           |  |
| Emma heeft Lily terug in een mens veranderd maar Coach Julio (Rafael de La Fuente) betrapte haar. Maddie is van plan om de 'Hekserin' (een vliegend boek vol spreuken) te stelen van Emma. Diego heeft per ongeluk zijn beste vriend Mac in een ijsblok veranderd. |            |                                                    |                                   |                    |                                       |               |  |
| 9 | 9          | "Op Z'n Kop, Zei Ik" (I Said, Upside Down)         | Arturo Manuitt & Leonardo Galavis | Catharina Ledeboer | 13 januari 2014 (), 22 mei 2014 ( + ) | 109           |  |
| Coach Julio zegt de waarheid tegen Diego over Kanays. Daniel heeft eindelijk gezegd dat hij met Emma op date wil. |            |                                                    |                                   |                    |                                       |               |  |
| 10 | 10         | "Ik Wil Met Je Hagedansen" (I-Guana Dance With Yo) | Arturo Manuitt & Leonardo Galavis | Catharina Ledeboer | 14 januari 2014 (), 23 mei 2014 ( + ) | 110           |  |
| Het schoolhoofd heeft Maddie een spreuk zien doen en voerde een gesprek met haar. Er is een feestje bij Daniels huis en Maddie heeft hem in een hagedis veranderd. |            |                                                    |                                   |                    |                                       |               |  |
| 11 | 11         | "Ik Hagedis Je Terug" (I-Guana You Back)           | Arturo Manuitt & Leonardo Galavis | Catharina Ledeboer | 15 januari 2014 (), 26 mei 2014 ( + ) | 111           |  |
| Maddie denkt dat ze Daniel in een hagedis heeft veranderd en ging in date met een echte hagedis terwijl Daniel nog een mens is. |            |                                                    |                                   |                    |                                       |               |  |
| 12 | 12         | "Ik Hartje Beau" (I Heart Beau)                    | Arturo Manuitt & Leonardo Galavis | Catharina Ledeboer | 16 januari 2014 (), 27 mei 2014 ( + ) | 112           |  |
| Maddie kwam achter de waarheid dat ze met een echte hagedis heeft gedatet. Maddie toverde per ongeluk een leguaan om in een mens, waar Sophie Johnson (Autumn Wendel) vervolgens verliefd op werd. |            |                                                    |                                   |                    |                                       |               |  |
| 13 | 13         | "Gepanteriseerd" (Pantherized)                     | Arturo Manuitt & Leonardo Galavis | Catharina Ledeboer | 17 januari 2014 (), 28 mei 2014 ( + ) | 113           |  |
| Maddie heeft Andi in een panter (populaire chearleaderteam) veranderd waar ze heel gemeen is geworden tegen Emma en zich anders heeft gekleed. Emma en Tony Myers (Kendall Ryan Sanders) hebben een plan bedacht met een goochelkist om de Hekserin "Hex" terug te pakken. |            |                                                    |                                   |                    |                                       |               |  |
| 14 | 14         | "Loop Als Een Panter" (Walk Like A Panther)        | Arturo Manuitt & Leonardo Galavis | Catharina Ledeboer | 21 januari 2014 (), 29 mei 2014 ( + ) | 114           |  |
| Emma heeft Andi terug veranderd in zichzelf maar ze moet nog in het geheim doen alsof ze een panter is om Hex terug te pakken om zo terug aan Emma te geven, ze moet precies doen als een panter: panterkleren aandoen, als een panter praten, gemeen zijn tegen Emma en ten slotte "stappen als een panter", maar dat is allemaal gefaald en Maddie kwam erachter. Door een plan van Andi gaf Maddie Hex terug aan Andi. Beau (de mensenleguaan) wil teruggaan naar zijn familie. Sophie vraagt aan Emma om Beau terug te veranderen in een leguaan, maar als Maddie ziet dat Emma Beau terug verandert, wil zij dat doen en niet Emma. Dit vormt de aanleiding voor een magisch gevecht.                                                              |            |                                                    |                                   |                    |                                       |               |  |
| 15 | 15         | "Strand-Bal" (Beach Ball)                          | Arturo Manuitt & Leonardo Galavis | Catharina Ledeboer | 22 januari 2014 (), 30 mei 2014 ( + ) | 115           |  |
| Andi en Lily ontdekken de waarheid over het schoolhoofd, Lily ging daarna meteen naar de heksenkring (een groep volwassen heksen of tovenaars die de regels en grenzen maken over het heksenrijk) voor hulp, ondertussen is er een feestje op het strand waar ze strandbal spelen, Diego werd woedend op zijn zus Gigi en kon zijn woede niet beheersen dus ook zijn Kanaykrachten niet, hij gaf een harde klap tegen de bal die kapotging in stukken. |            |                                                    |                                   |                    |                                       |               |  |
| 16 | 16         | "Lily Pad" (Lily Frog)                             | Arturo Manuitt & Leonardo Galavis | Catharina Ledeboer | 23 januari 2014 , 2 juni 2014 ( + )   | 116           |  |
| Het schoolhoofd wil weten waar de ingang van het heksenrijk is en daarom ondervraagt ze Andi, die daarna snel is weggelopen, toen Lily net uit de kluisjes (de ingang van het heksenrijk) uitkwam zag Julio haar die meteen naar het schoolhoofd (zijn moeder die hem heeft geadopteerd) ging en alles vertelde; het schoolhoofd heeft Lily dan in een pad veranderd. |            |                                                    |                                   |                    |                                       |               |  |
| 17 | 17         | Special: "Een Heksen Verhaal" (A Witch's Tale)     | Arturo Manuitt & Leonardo Galavis | Catharina Ledeboer | 24 januari 2014 (), 31 mei 2014 ( + ) | 999           |  |
| Dit is een speciale aflevering over wat er is gebeurd in deze nieuwe serie en waarin wordt getoond wat er nog gaat gebeuren. |            |                                                    |                                   |                    |                                       |               |  |
| 18 | 18         | "Heksengriep" (Witches Flu)                        | Arturo Manuitt & Leonardo Galavis | Catharina Ledeboer | 27 januari 2014 (), 3 juni 2014 ( + ) | 117           |  |
| Emma is ziek geworden en kan haar krachten niet beheersen. Bovendien denkt het schoolhoofd dat Maddie de uitverkorene is. |            |                                                    |                                   |                    |                                       |               |  |
| 19 | 19         | "Heel Veel Hexerinnen" (Hexoren Squared)           | Arturo Manuitt & Leonardo Galavis | Catharina Ledeboer | 28 januari 2014 (), 4 juni 2014 ( + ) | 118           |  |
| Nadat Hex in contact gekomen is met water, heeft hij zichzelf vermenigvuldigd. Emma, Maddie en het schoolhoofd vechten om Hex en proberen te achterhalen wie de echte Hex is. Het schoolhoofd gebruikt Maddie voor de eclips. |            |                                                    |                                   |                    |                                       |               |  |
| 20 | 20         | "Wie is Wat?" (Which Witch Is Which?)              | Arturo Manuitt & Leonardo Galavis | Catharina Ledeboer | 29 januari 2014 (), 5 juni 2014 ( + ) | 119           |  |
| Daniel komt erachter dat heksen bestaan en dat Emma en Maddie heksen zijn. Diego komt achter het geheim van het schoolhoofd, dat ze hem gaat gebruiken voor de eclips. |            |                                                    |                                   |                    |                                       |               |  |
| 21 | 21         | "De Uitverkorene" (The Chosen One)                 | Arturo Manuitt & Leonardo Galavis | Catharina Ledeboer | 30 januari 2014 (), 6 juni 2014 ( + ) | 120           |  |
| Daniel en Emma praten alles uit en belanden eindelijk als koppel, iedereen heeft zich verkleed voor het schoolfeest maar tijdens het schoolfeest zijn Daniel en Diego ontvoerd, Emma kwam Daniel redden maar belandt in de val van het schoolhoofd voor de eclips. Maddie beseft dat het schoolhoofd fout bezig is en maakt zich zorgen over Sophie en Katie en daarom doet ze mee met Emma om het schoolhoofd te vernietigen, ze gebruiken een spreuk van Hex en stuurden haar naar het vagevuur (een plek waar heksen en tovenaars naar worden gestuurd als ze iets slechts hebben gedaan). Na de verdwijningspreuk verloren Emma en Maddie hun krachten, maar aan het eind van de aflevering ontdekt Emma dat haar krachten weer terug zijn gekomen. |            |                                                    |                                   |                    |                                       |               |  |

## Seizoen 2: 2014 / 2015
- Dit is het tweede seizoen van Verhekst!
- Dit seizoen heeft 23 afleveringen, waar 1 special ("Once Upon a Spell") bij komt en 24 afleveringen toont.
- Seizoen 2 draait over de zotte maan en de slechte gevolgen hiervan.

| Nr. | Aflevering | Titel                                                                 | Regisseur    | Schrijver                        | Uitzenddatum + /                           | Productiecode |  |
| --- | ---------- | --------------------------------------------------------------------- | ------------ | -------------------------------- | ------------------------------------------ | ------------- |  |
| 22 | 1          | "Hartenbreker Jax" (Jax Of Hearts)                                    | Clayton Boen | Catharina Ledeboer               | 7 juli 2014 (), 2 februari 2015 ( + )      | 201           |  |
| School is opnieuw begonnen en een nieuwe jongen genaamd Jax Novoa (Rahart Adams) is gearriveerd op Iridium High. Het opvallende bij Jax is dat hij een tovenaar is en die meestal zijn krachten misbruikt. Bovendien houdt Emma voor Daniel geheim dat zij haar krachten terug heeft gekregen, omdat ze niet wil dat Daniel in gevaar komt of überhaupt iets met magie te maken krijgt. Maddie is depressief omdat haar krachten weg zijn en ze is thuis gebleven. |            |                                                                       |              |                                  |                                            |               |  |
| 23 | 2          | "Gevlogen Heks" (Runaway Witch)                                       | Clayton Boen | Catharina Ledeboer               | 8 juli 2014 (), 3 februari 2015 ( + )      | 202           |  |
| Andi heeft de heksenkring: Desdemona (Mia Matthews), Agamemnon (Todd Allen Durkin) en Ramona (Lisa Corrao) uit de kluisjes zien komen. De heksenkring heeft namelijk de mensenwereld betreden om tegen Emma te zeggen dat ze niet met een mens kan daten, maar Emma maakt haar eigen keuzes en luistert niet naar de kring, maar als ze niet naar de kring luistert worden haar krachten voor altijd weggenomen. Omdat Ramona niet verantwoordelijk en volwassen genoeg is, is ze van zelf naar het vagevuur geteleporteerd, en Desdemona en Agamemnon vonden het dan goed wat er met Ramona is gebeurd en benoemden "Lily" als nieuw lid van de kring, Desdemona gaat dan Emma's tijdelijke beschermer worden, ondertussen zijn alle heksen en tovenaars zich aan het voorbereiden voor de "zotte maan" (een maan met de kleur rood en zijn stralen doet heksen en tovenaars veranderen). Nu Mac weg is heeft Diego niemand meer om mee om te gaan dus hij gaat met de panters om. Katie vraagt aan Diego om Maddie te laten denken dat haar krachten terug zijn, en hij doet dat met zijn Kanaykrachten. |            |                                                                       |              |                                  |                                            |               |  |
| 24 | 3          | "De Liefdesspreuk Taart" (Love Pie Redux)                             | Clayton Boen | Catharina Ledeboer               | 9 juli 2014 (), 4 februari 2015 ( + )      | 203           |  |
| Jax heeft Emma naar het scheikundelokaal gebracht met de mobiel van Daniel, er explodeerde blauwe smurrie over Emma heen en zo ontdekte Emma dat Jax een tovenaar is, Daniel zag Emma met de blauwe smurrie over haar heen naar het meisjestoilet gaan, Emma heeft zich dan met een spreuk schoongemaakt en kwam weer uit het toilet maar Daniel vond het raar dat ze zo snel schoon is en vraagt aan haar of haar krachten terug zijn maar Emma loog alweer tegen hem. Bovendien kwam Maddie erachter dat de panters en Diego haar hebben voorgelogen met hun plan. De krachten van Maddie waren al die tijd bij Ursula, Ursula heeft een taart betoverd om zo aan Francisco te geven, Francisco werd daarna verliefd op Ursula. |            |                                                                       |              |                                  |                                            |               |  |
| 25 | 4          | "Krachten per Sloofje" (Powers by Proxy)                              | Clayton Boen | Catharina Ledeboer               | 10 juli 2014 (), 5 februari 2015 ( + )     | 204           |  |
| Ursula en Francisco hebben het nieuws aan Emma en Maddie verteld dat ze gaan trouwen, Emma en Maddie waren geschrokken en waren het er niet mee eens, de meisjes moeten nu hun vijandschap opzij zetten en samenwerken om hun ouders te scheiden, ze maakten nepruzie maar dat zorgde niet voor de scheiding van hun ouders. Maddie gebruikt Diego om zijn Kanaykrachten en ze noemt hem "Sloofje". Jax heeft Daniel in problemen gebracht bij Mr. Alonso en kreeg problemen met hem. Robert en Tommy (lid van de verschrikkelijke drie "V3" en Daniels broertjes) aten van de liefdestaart die Ursula voor Francisco heeft gemaakt en werden verliefd op Andi. Bovendien is er een zwemwedstrijd tussen Jax en Daniel, maar Jax heeft vals gespeeld met zijn krachten. Andi kwam hierachter met de magische spreukenkijker (een brilletje). |            |                                                                       |              |                                  |                                            |               |  |
| 26 | 5          | "De Zotte Maan" (The Fool Moon)                                       | Clayton Boen | Catharina Ledeboer & Gloria Shen | 11 juli 2014 (), 6 februari 2015 ( + )     | 205           |  |
| Andi heeft tegen Jax gezegd dat ze naar de kring gaat. Emma en Daniel kregen ruzie over het onderwerp "Heksen", de volgende dag probeerde Jax hun ruzie nog erger te maken met een spreuk maar het heeft hen juist naar elkaar toe gebracht. Andi heeft met de spreukenkijker gezien dat de taart betoverd is en dat verklaart Robs, Tommy's en Francisco's plotselinge liefde, Emma heeft dan alle spreuken ongedaan gemaakt en Francisco heeft zijn trouwdatum afgezegd. Daar werd Ursula verdrietig van, maar het blijft nog wel een mysterie voor Emma en Andi wie de taart heeft betoverd. Desdemona waarschuwt Emma voor de zotte maan: dat alle heksen en tovenaars binnen moeten blijven en niet naar buiten moeten gaan, anders treft de zotte maan je. Maar wanneer de zotte maan verschijnt is Desdemona net buiten en transformeerde ze in een wraakzuchtige gevaarlijke heks. |            |                                                                       |              |                                  |                                            |               |  |
| 27 | 6          | "Daniel Wie?" (Daniel Who?)                                           | Clayton Boen | Catharina Ledeboer & Gloria Shen | 14 juli 2014 (), 9 februari 2015 ( + )     | 206           |  |
| Desdemona is van plan om het heksenrijk over te nemen en de laatste heks in het hele heksenrijk te zijn, maar ze begint bij het begin: ze gaat er eerst voor zorgen dat Emma haar krachten verliest. Dit doet ze door Emma en Daniel als koppel te laten blijven zodat Agamemnon haar krachten afneemt. Agamemnon zal ook niks van Desdemona's plan te weten komen. Wanneer dat is gelukt, is er niemand meer die nog sterker is dan haar, dus kan ze dan het heksenrijk veroveren en als laatste heks in het hele heksenrijk overblijven bij het laatste licht van de zotte maan. Daniel heeft Emma een spreuk zien doen met Jax, Emma en Jax hebben tegelijk de geheugenwisserspreuk gedaan op Daniel maar nu is heel zijn geheugen weg en Emma weet niet hoe ze dit ongedaan kan maken, Desdemona weet hiervan en gebruikt nu haar kans door de ongedaanmakingsspreuk aan Emma te geven. Op het einde van de aflevering verschijnt Ramona in beeld die in het vagevuur is gevonden door Desdemona. Desdemona heeft haar plan tegenover Ramona onthuld en houdt Ramona hier nog gevangen, zodat ze niks kan doorvertellen. |            |                                                                       |              |                                  |                                            |               |  |
| 28 | 7          | "Dat Gaat Niet" (No Can Do)                                           | Clayton Boen | Catharina Ledeboer               | 15 juli 2014 (), 10 februari 2015 ( + )    | 207           |  |
| Emma kan haar krachten niet meer beheersen sinds de zotte maan en doet van alles verkeerd. Bovendien heeft Diego een nieuwe kracht ontdekt, een die niks te maken heeft met de elementen: samensmelting van voorwerpen. Maddie begint Diego leuk te vinden. |            |                                                                       |              |                                  |                                            |               |  |
| 29 | 8          | "Weerwolven In Siberië" (Werewolves in Siberia)                       | Clayton Boen | Catharina Ledeboer               | 16 juli 2014 (), 11 februari 2015 ( + )    | 208           |  |
| Agamemnon heeft Emma (niet bedoeld Andi) naar Siberië gestuurd om haar een lesje te leren, sinds Emma weer thuis is ontdekt ze dat Agamemnon een spreuk op haar heeft gedaan dat als ze met Daniel omgaat ze raar begint te doen, Jax heeft net op tijd de spreuk ongedaan gemaakt voordat Daniel naar haar toe kwam, na deze hulpactie vergeeft Andi Jax voor het vals spelen. Maddie begint te vermoeden dat Emma haar krachten terug heeft, dus ze besluit een slaapfeestje te organiseren om Emma te testen of ze haar krachten terug heeft of niet. Bovendien ontdekt Sophie dat Ursula krachten heeft. |            |                                                                       |              |                                  |                                            |               |  |
| 30 | 9          | "Het Slapeloze Slaapfeestje" (The No-Sleep Sleepover)                 | Clayton Boen | Catharina Ledeboer & Gloria Shen | 18 juli 2014 (), 12 februari 2015 ( + )    | 209           |  |
| Iedereen is naar Maddies slaapfeestje gegaan. Doordat het slaapfeestje in één grote gekke massa is veranderd, ontdekt Maddie dat Emma haar krachten terug heeft. |            |                                                                       |              |                                  |                                            |               |  |
| 31 | 10         | "Uit De Hand" (Qutta Hand)                                            | Clayton Boen | Catharina Ledeboer, Gloria Shen  | 21 juli 2014 (), 13 februari 2015 ( + )    | 210           |  |
| Emma heeft Ursula een spreuk zien doen en ontdekt dat Ursula Maddies krachten heeft. Uiteindelijk komt ook Maddie hierachter, die geschokt is. Door Jax heeft Emma gespijbeld met hem en ze kreeg straf van haar vader. Jax daarentegen ontloopt zijn straf omdat hij een kloon van zichzelf heeft gemaakt. |            |                                                                       |              |                                  |                                            |               |  |
| 32 | 11         | "Dubbele Moeilijkheden" (Double Trouble)                              | Clayton Boen | Catharina Ledeboer               | 22 juli 2014 (), 16 februari 2015 ( + )    | 211           |  |
| Emma moet van haar vader naar een congres, maar op die dag heeft ze al plannen met Daniel. Ze hebben één jaar verkering. Daarom gaat Emma net als Jax zichzelf nuklonen met een spreuk. De kloon blijkt een "stoere" kloon te zijn, die zelf evenmin zin heeft in het congres van haar vader. Daarom maakt de stoere kloon op haar beurt weer een kloon van zichzelf. Deze keer is het een "nerd"-kloon die wel zin heeft in het congres. Emma en Daniel zijn nu op hun date. De nerd-Emma is bij het congres. De stoere Emma zit bij Jax in de Seven waar ze daarna kussen; Andi heeft hen gezien. Bovendien zijn Ursula, Diego en de panters alles aan het voorbereiden om Maddie haar krachten terug te geven. |            |                                                                       |              |                                  |                                            |               |  |
| 33 | 12         | "De Emma-Brigade" (The Emma Squad)                                    | Clayton Boen | Catharina Ledeboer, Gloria Shen  | 23 juli 2014 (), 17 februari 2015 ( + )    | 212           |  |
| Maddie heeft eindelijk haar krachten terug, maar heeft nog steeds moeite met spreuken. Emma's klonen hebben zichzelf gekloond en zijn nu met 4 klonen en 1 echte Emma: de luie kloon, de stoere kloon, de hippiekloon en de nerdkloon. Nu is het aan Daniel om al dit bedrog te doorzien. |            |                                                                       |              |                                  |                                            |               |  |
| 34 | 13         | "Mevrouw Marionet" (Missminion)                                       | Clayton Boen | Catharina Ledeboer               | 24 juli 2014 (), 18 februari 2015 ( + )    | 213           |  |
| Nadat Daniel het heeft uitgemaakt met Emma, is ze heel verdrietig. Emma besluit nu om alle klonen te vernietigen. Ze heeft er drie vernietigd, maar de stoere kloon blijkt niet weg te willen, Emma doet haar uiterste best om ook deze kloon te vernietigen, maar de twee stralen van twee Emma's heeft de stoere kloon niet vernietigd maar naar de afgrond (een plek waar alle verloren spullen heen gaan) gestuurd. Ondertussen is het geheim van het bestaan van de heksen ontdekt door de grootste roddeltante: Gigi. |            |                                                                       |              |                                  |                                            |               |  |
| 35 | 14         | "Uit Elkaar" (The Breakup)                                            | Clayton Boen | Catharina Ledeboer               | 25 juli 2014 (), 19 februari 2015 ( + )    | 214           |  |
| Voordat Gigi het grote geheim dat heksen bestaan aankondigt, heeft Desdemona haar met een spreuk tot slavin gemaakt. |            |                                                                       |              |                                  |                                            |               |  |
| 36 | 15         | "Emma Kiest Het Luchtruim" (Emma Wants a Cracker)                     | Clayton Boen | Catharina Ledeboer, Gloria Shen  | 28 juli 2014 (), 20 februari 2015 ( + )    | 215           |  |
| De V3: Rob, Tommy en Melanie hebben een grap met Emma uitgehaald, maar Emma heeft zichzelf in een vogel veranderd om het water van de V3 te ontwijken, Daniel zier dit en gaat meteen hulp halen. Maddie heeft een bijzondere eigenschap gekregen: als ze boos, verdrietig, blij, jaloers is of een andere emotie ervaart, krijgt haar gezicht kleuren. Ze denkt dat Emma dit heeft gedaan en tovert haar terug in een mens. |            |                                                                       |              |                                  |                                            |               |  |
| 37 | 16         | "Stormageddon" (Stormageddon)                                         | Clayton Boen | Catharina Ledeboer               | 29 juli 2014 , 23 februari 2015 ( + )      | 216           |  |
| Desdemona wil dat Emma en Daniel weer bij elkaar komen. Daarom heeft ze een storm in Miami getoverd om zo Daniel en Emma naar school te lokken. Haar plan mislukt echter wanneer, in plaats van Daniel, Jax naar school gaat. Daar bloeit een nieuwe liefde waar Desdemona helemaal niet blij van wordt. |            |                                                                       |              |                                  |                                            |               |  |
| 38 | 17         | "Over Een Tovenaar" (About a Wizard)                                  | Clayton Boen | Catharina Ledeboer & Gloria Shen | 30 juli 2014 (), 24 februari 2015 ( + )    | 217           |  |
| Tijdens de storm hoort Desdemona dat Emma klonen van zichzelf heeft gemaakt en ze grijpt nu haar kans om het aan Agamemnon te vertellen. Agamemnon gaat haar krachten afpakken, maar Jax offert zichzelf op voor Emma. Emma geeft Jax een bedankje met een kus terwijl Daniel zat te kijken. Nu zal Daniël alles doen om Emma terug te winnen. |            |                                                                       |              |                                  |                                            |               |  |
| 39 | 18         | "Vette Verrassing" (Beach Birthday Bash)                              | Clayton Boen | Catharina Ledeboer               | 31 juli 2014 (), 25 februari 2015 ( + )    | 218           |  |
| Maddie, Diego en Sophie organiseren een verjaardagsfeestje voor Katie. Na veel misverstanden tussen Katie en haar partyplanners is het feestje toch doorgegaan. Desdemona heeft alle meisjes op het strand betoverd zodat ze allemaal verliefd op Daniel worden om Emma jaloers te maken, maar dat is niet gelukt: Emma heeft de spreuk ongedaan gemaakt, ook al weet ze niet wie het heeft gedaan. |            |                                                                       |              |                                  |                                            |               |  |
| 40 | 19         | "Zombie Vriendje" (Zombie Boyfriend)                                  | Clayton Boen | Catharina Ledeboer & Gloria Shen | 1 augustus 2014 (), 26 februari 2015 ( + ) | 219           |  |
| Emma bracht Andi's favoriete zombie-jongen uit het spel. Nu Maddie en Diego eindelijk een stel zijn, mag het niet van Ursula omdat Kanays en Heksen niet bij elkaar horen/ Maddie luistert echter niet naar haar moeder. Bovendien beschuldigt Desdemona Lily ervan dat zij de slechte heks is en het heksenrijk wil overnemen, om zo de laatste heks op aarde te zijn bij het laatste licht van de zotte maan. Agamemnon stuurde haar daarom naar het vagevuur. |            |                                                                       |              |                                  |                                            |               |  |
| 41 | 20         | Special: "Ooit Eens Een Spreuk" (Once Upon a Spell)                   | Clayton Boen | Catharina Ledeboer               | 4 augustus 2014 ()                         | 998           |  |
| Een speciale aflevering die toont wat er is gebeurd in het tweede seizoen en voorproefjes geeft van de volgende afleveringen. - Opmerking: Deze aflevering kwam niet in Nederland en België. |            |                                                                       |              |                                  |                                            |               |  |
| 42 | 21         | "Andi & Phillip, Samen op een hek" (Andi & Philip, Sittin' in a Tree) | Clayton Boen | Catharina Ledeboer & Gloria Shen | 5 augustus 2014 (), 27 augustus ( + )      | 220           |  |
| Ramona wordt eindelijk gevonden door Lily. Nu zijn ze allebei gevangen in het vagevuur. Andi helpt Philip (de zombiejongen) zich als een mens te gedragen. Maddie is nog steeds in het geheim aan het daten met Diego. Bovendien komt Agamemnon erachter dat Desdemona degene is die het rijk wil veroveren. Hij probeert haar te stoppen, maar Desdemona stuurt Agamemnon naar de afgrond. |            |                                                                       |              |                                  |                                            |               |  |
| 43 | 22         | "Nooit Meer Vrienden" (BF-Never)                                      | Clayton Boen | Catharina Ledeboer               | 6 augustus 2014 (), 2 maart 2015 ( + )     | 221           |  |
| Nadat Emma Philip terug in het spel heeft gezet, is Andi heel kwaad op Emma geworden. Diego heeft weer een nieuwe kracht ontdekt: hij kan portalen creëren die leiden tot ingangen van magische plaatsen. (Deze kracht werd niet meer gebruikt in het derde & vierde seizoen.) Lily en Ramona gooien briefjes door het portaal dat rechtstreeks naar Diego gaat, Diego, Maddie en Ursula moeten uitzoeken hoe ze hen uit het vagevuur kunnen halen. Jax' vader heeft hem gebeld om te zeggen dat hij Emma moet gebruiken voor het laatste licht. Jax geeft om Emma, maar zijn vader niet. Bovendien treffen Agamemnon en de stoere/slechte Emma elkaar aan. Agamemnon denkt dat zij de echte Emma is en ontsnapt met haar met de sleutel uit de afgrond. |            |                                                                       |              |                                  |                                            |               |  |
| 44 | 23         | "De Abbys" (The Abyss)                                                | Clayton Boen | Catharina Ledeboer & Gloria Shen | 7 augustus 2014 (), 3 maart 2015 ( + )     | 222           |  |
| Emma heeft het uitgemaakt met Jax. Slechte Emma heeft Agamemnon naar het vagevuur gestuurd waar hij Lily en Ramona vindt, ze sturen SOS-briefjes naar Diego toe. Slechte Emma "S" heeft Daniel en Emma naar de afgrond gestuurd waar ze daar elkaar kussen en weer een stel werden. Jax stelt aan Andi voor dat als Andi de kluisjes open krijgt dat hij Philip terug brengt, Andi gaat daarmee akkoord, Jax heeft zijn krachten teruggehaald maar wanneer Jax besluit Philip terug te brengen komt "S" eraan die tegen Andi zegt dat Emma en Daniel gevangen zitten in de afgrond. Jax heeft de spreuk afgehaald van Gigi zodat Jax en "S" konden praten met Desdemona over het rijk te veroveren. |            |                                                                       |              |                                  |                                            |               |  |
| 45 | 24         | "Ik Stop De Wereld" & "Emma Tegen Emma" (Emma vs. Emma)               | Clayton Boen | Catharina Ledeboer & Gloria Shen | 8 augustus 2014 (), 4 & 5 maart 2015 ( + ) | 223           |  |
| Desdemona doet mee met "S" en Jax om het heksenrijk te veroveren. Andi ging naar de panters voor hulp, Maddie stuurt Sophie met de zelfgemaakte sleutel van de V3 naar de afgrond waar ze Daniel en Emma bevrijdt. Emma komt erachter dat Desdemona slecht is en verandert haar in steen maar ze ontwaakt weer en gaat weer verder met het rijk te veroveren. Emma en Andi maken het weer goed, Jax en S dwingen Emma haar krachten af te geven anders gaat Francisco die in een vis veranderd is, eraan, nu kan niemand S, Jax en Desdemona tegenhouden, maar alsnog gaan Emma, Daniel en Andi hen tegenhouden, Diego houdt zijn portaal open zodat Maddie met een touw erin kan gaan en de kring kan bevrijden, hierdoor wordt ze officieel benoemd tot "Bevrijder van de Heksenkring". Het laatste licht heeft Desdemona terug normaal gemaakt. Jax beseft dat wat hij nu aan het doen is verkeerd is en geeft Emma haar krachten terug, waar S nu alleen het laatste licht zal grijpen bij de kluisjes. S wil Emma met een spreuk uitschakelen, maar Daniel komt net op tijd met zijn schild tegen de spreuk aan en weerkaatst de spreuk die zich daarop tegen het portaal richt. Het portaal begint ineens alle magische dingen/wezens mee te zuigen. Emma is tegen S aangebotst bij de kluisjes, waardoor S in de kluisjes terechtkomt en zo naar het vagevuur gaat. Jax verontschuldigt zich tegenover Emma voor wat hij allemaal heeft gedaan. Nu alles in orde is, gaat iedereen weer verder met zijn leven. |            |                                                                       |              |                                  |                                            |               |  |

## Special: 2014
- Dit is een special
- Deze special kwam niet in Nederland en België op Tv

| Nr. | Aflevering | Titel                          | Regisseur    | Schrijver          | Uitzenddatum     |  |
| --- | ---------- | ------------------------------ | ------------ | ------------------ | ---------------- |  |
| 46 | Special    | "Een Toverspreuk" (Spellbound) | Clayton Boen | Catharina Ledeboer | 26 november 2014 |  |
| In deze speciale aflevering laten Gigi en Desdemona in de Seven zien wat er allemaal is gebeurd in het tweede seizoen, en geven een voorproefje van het derde seizoen. |            |                                |              |                    |                  |  |

## Seizoen 3: 2015
- Dit seizoen heeft 19 afleveringen, waar 1 special ("Enchanted Ever After") bij komt en 20 afleveringen toont.
- Seizoen 3 draait helemaal om Mia die wraak wil nemen op Heksen.

| Nr. | Aflevering | Titel                                                 | Regisseur    | Schrijver                                        | Uitzenddatum + /                               | Productiecode |  |
| --- | ---------- | ----------------------------------------------------- | ------------ | ------------------------------------------------ | ---------------------------------------------- | ------------- |  |
| 47 | 1          | "Beachside 7" (Beachside 7)                           | Clayton Boen | Catharina Ledeboer                               | 5 januari 2015 (), 5 oktober 2015 ( + )        | 301           |  |
| Het is zomer en Emma, Daniel, Gigi en Diego hebben een baantje bij het strand. Wanneer een mysterieus meisje genaamd Mia Black komt opdagen, verandert alles. |            |                                                       |              |                                                  |                                                |               |  |
| 48 | 2          | "Rebel Emma" (Rebel Emma)                             | Clayton Boen | Catharina Ledeboer & Gloria Shen                 | 6 januari 2015 (), 6 januari 2015 ( + )        | 302           |  |
| Mia heeft met haar Kanaykrachten Emma laten vallen, terwijl het dienblad is blijven zweven. Desdemona heeft Emma gezien, houdt haar niet verantwoordelijk en stuurt haar naar Bootcamp, waar ze Jax aantreft. |            |                                                       |              |                                                  |                                                |               |  |
| 49 | 3          | "Altijd Jij" (Always You)                             | Clayton Boen | Catharina Ledeboer & Charlotte Owen              | 7 januari 2015 (), 7 oktober 2015 ( + )        | 303           |  |
| De H2o, twee neefjes van Diego die er alles aan doen om beter in grappen te zijn dan de V3, zijn van plan om de V3 in de val te lokken. Bovendien ontsnappen Emma en Jax uit Bootcamp. Agamemnon heeft Jax zijn krachten afgenomen en probeerde het ook met Emma, maar het lukt niet. Emma is sterker aan het worden als uitverkorene. Daniel heeft een liedje voor Emma gezongen dat laat zien dat hij veel van Emma houdt, ook al ziet Emma Daniel met Mia. |            |                                                       |              |                                                  |                                                |               |  |
| 50 | 4          | "Tegen Alle Regels In" (Breaking All the Rules)       | Clayton Boen | Catharina Ledeboer & Gloria Shen                 | 8 januari 2015 (), 8 oktober 2015 ( + )        | 304           |  |
| Emma en Andi proberen het heksenrijk binnen te dringen, maar Jax probeert hen tegen te houden. Diego en Maddie zijn van plan om de relatie tussen heksen en Kanays op te lossen. |            |                                                       |              |                                                  |                                                |               |  |
| 51 | 5          | "Zomer Zonder Einde" (Neverending Summer)             | Clayton Boen | Catharina Ledeboer & Charlotte Owen              | 9 januari 2015 (), 9 oktober 2015 ( + )        | 305           |  |
| Iedereen is zich aan het klaarmaken voor het "Zomer Zonder Einde Feest". Mia heeft weer een nieuw plan om Emma kapot te maken (figuurlijk). Bovendien heeft Jax volwassenheid getoond aan de kring en kreeg zijn krachten terug en hoefde niet meer naar Bootcamp te gaan. Daniel heeft Jax en Emma zien knuffelen en gaat er sip vandoor. Mia heeft zich getransformeerd in Emma, kuste daarna Daniel en heeft een spin op zijn nek geplaatst. |            |                                                       |              |                                                  |                                                |               |  |
| 52 | 6          | "Daniel Darko" (Daniel Darko)                         | Clayton Boen | Catharina Ledeboer & Charlotte Owen              | 12 januari 2015 (), 12 oktober 2015 ( + )      | 306           |  |
| De spin die Mia heeft geplaatst op Daniel zijn nek heeft van hem een slecht mens gemaakt. Hij dumpt Emma en gaat door met Mia. Iedereen op het strand zat verrast te kijken naar Daniel die Mia kuste tijdens het zingen, terwijl de H2o water spuiten over heel het podium. De V3 krijgen hiervan de schuld. Na wat Emma allemaal heeft gezien op het strand, is ze helemaal van slag. |            |                                                       |              |                                                  |                                                |               |  |
| 53 | 7          | "Geen Lieverdje Meer" (No More Mr. Nice Guy)          | Clayton Boen | Catharina Ledeboer & Gloria Shen                 | 13 januari 2015 (), 13 oktober 2015 ( + )      | 307           |  |
| Daniel doet nu helemaal bot tegen Emma en wilde het geheim tegen Mia zeggen (ook al weet ze het). Bovendien werd Mia kwaad op Maddie omdat ze heeft gezegd dat Mia Daniel van Emma afpakte, toen Maddie wegging heeft Mia Maddies kluisje bevroren. Toen ze terugkwam gaf ze Katie de schuld die als laatste bij Maddies kluisje stond. Als de Sharks gaan zwemmen, zien Diego en Andi een teken van een spin op Daniels nek. Diego weet meteen dat het een Kanayteken is (Mia is ook een Kanay). |            |                                                       |              |                                                  |                                                |               |  |
| 54 | 8          | "Geen Spin Meer" (Spider No More)                     | Clayton Boen | Catharina Ledeboer                               | 14 januari 2015 (), 14 oktober 2015 ( + )      | 308           |  |
| Iedereen weet nu dat Daniels abjecte gedrag werd veroorzaakt Kanayteken, maar niemand weet wie er verantwoordelijk is. Nu Mia en Daniel weten dat de anderen weten dat er een Kanayteken op Daniels nek zit, bedenkt Mia een plan: Daniel doet alsof het teken weg is. Emma probeert met een spreuk het Kanayteken weg te toveren. Het teken is met huidskleurverf bedekt waardoor Emma en de anderen denken dat het echt weg is. |            |                                                       |              |                                                  |                                                |               |  |
| 55 | 9          | "Rug Aan Rug" (Back To Back)                          | Clayton Boen | Catharina Ledeboer & Charlotte Owen              | 15 januari 2015 (), 15 oktober 2015 ( + )      | 309           |  |
| Mia gaf Daniel een "Het spijt me Emma-Ketting" die ze ook gaf aan haar nieuwe beste vriendin Katie. De kristallen in de ketting zorgen ervoor dat Emma en Maddie samen geplakt worden. Ze kunnen maar 5 meter van elkaar af, meer niet. Bovendien hebben de H2o een grap met Mnr. Alonso uitgehaald zodat hij denkt dat de V3 het waren. Ondertussen hebben Andi en Jax met een waterpistool bewezen dat Daniel het teken van de spin nog heeft. Uiteindelijk wordt Daniel ziek van het teken. |            |                                                       |              |                                                  |                                                |               |  |
| 56 | 10         | "Het Kristal De Caballero" (El Cristal del Caballero) | Clayton Boen | Catharina Ledeboer & Gloria Shen                 | 16 januari 2015 (), 16 januari 2015 ( + )      | 310           |  |
| Mia heeft het teken van de spin eraf gehaald voordat Daniel doodziek gaat worden. Iedereen is blij dat het teken nu "echt" weg is, en bovendien vermoedt iedereen dat Mia degene is die achter dit alles zit. Emma en Maddie gaan naar de kring voor hulp. Ze zeggen dat de ketting het Kristal De Caballero is en dat het heel gevaarlijk is voor heksen. Mia wil namelijk wraak omdat de heksen de Kanays hebben uitgeroeid en omdat het schoolhoofd Mia's ouders heeft vermoord. Daniel gaat met Mia over het teken praten, maar ze liegt tegen hem en zegt dat ze onschuldig is. Ze onthult wel dat ze een Kanay is. Mia heeft Maddie en Emma naar het conciërgelokaal gelokt en heeft daarna de deur dichtgedaan en bevroren. Mia en Diego zijn geschokt als ze van elkaar horen dat ze allebei Kanays zijn. |            |                                                       |              |                                                  |                                                |               |  |
| 57 | 11         | "Kanay Tegen Kanay" (Kanay vs. Kanay)                 | Clayton Boen | Catharina Ledeboer & Charlotte Owen              | 19 januari 2015 (), 19 oktober 2015 ( + )      | 311           |  |
| Emma en Maddie moeten uit het sneeuwlokaal zien te komen terwijl Diego en Mia steeds naar elkaar toe groeien. Mia heeft tegen Diego gezegd dat haar ouders zijn vermoord door de oude uitverkorene (het schoolhoofd uit seizoen 1). Diego en Mia redden de twee meisjes met behulp van hun Kanaykrachten uit het conciërgelokaal. Ondertussen zit Mia te stoken tussen Maddies en Katies vriendschap. Katie en Maddie kregen ruzie, vervolgens ging Katie naar Mia om te zeggen dat Maddie niet haar vriendin is. Bovendien zoeken Jax en Andi het derde stukje van het kristal (dat Emma en Maddie kan bevrijden) in het kantoor van Mnr. Alonso, Jax probeerde de muur onzichtbaar te maken, maar raakte per ongeluk Andi. |            |                                                       |              |                                                  |                                                |               |  |
| 58 | 12         | "Onzichtbare Ik" (Invisible Me)                       | Clayton Boen | Catharina Ledeboer & Gloria Shen                 | 20 januari 2015 (), 20 oktober 2015 ( + )      | 312           |  |
| Andi heeft nu eindelijk de kans om Mia te bespieden, ze ontdekt dat Mia "wel" slecht is. Inmiddels vindt Jax het derde stukje van het kristal en maakte Maddie en Emma van elkaar los. |            |                                                       |              |                                                  |                                                |               |  |
| 59 | 13         | "De Waarheid Over Kanays" (The Truth About Kanays)    | Clayton Boen | Catharina Ledeboer                               | 21 januari 2015 (), 21 oktober 2015 ( + )      | 313           |  |
| Mia heeft zichzelf veranderd in Lily en steelt het kristal. Ondertussen is Francisco heel kwaad op Emma omdat ze niet kwam opdagen bij haar interview; ze was toen onzichtbaar door het kristal. Maddie denkt dat Diego beter bij Mia is dan haar, dus heeft ze Diego met een spreuk getroffen waardoor hij onder Maddies voeten plakt. |            |                                                       |              |                                                  |                                                |               |  |
| 60 | 14         | "Zombie Reddings-Team" (Zombie Rescue Team)           | Clayton Boen | Catharina Ledeboer & Gloria Shen                 | 22 januari 2015 (), 22 oktober 2015 ( + )      | 314           |  |
| Andi ging met beschermersspullen Mia aanvallen maar Mia blijkt toch te winnen en verandert haar in een ijsblok. Daniel is naar Mia's huis gegaan en vond Andi gevangen. Diego is naar Mia's huis gegaan en Maddie is hem aan het achtervolgen, Hex weet dat Andi in gevaar is en haalt Philip (de zombiejongen uit seizoen 2) uit het spel, die daarna naar Mia's huis is gegaan waar Andi daar heel bij is van geworden. Vlak daarna kwamen Emma en Jax aangerend in Mia's huis. Nu iedereen in Mia's huis is gaat ze de hele menigte aanvallen. |            |                                                       |              |                                                  |                                                |               |  |
| 61 | 15         | Special: "Ooit Eens Betoverd" (Enchanted Ever After)  | Clayton Boen | Catharina Ledeboer, Gloria Shen & Charlotte Owen | 23 januari 2015 ()                             | 996           |  |
| Een speciale aflevering die toont wat er is gebeurd in het derde seizoen. - Opmerking: Deze aflevering kwam niet in Nederland en België. |            |                                                       |              |                                                  |                                                |               |  |
| 62 | 16         | "Kangoeroe Jax" (Kangaroo Jax)                        | Clayton Boen | Catharina Ledeboer                               | 26 januari 2015 , 23 oktober 2015 ( + )        | 315           |  |
| Jax is door de kring in een kangoeroe veranderd omdat hij geen informatie over Emma wil geven. Mia daagt Diego uit voor een battle. |            |                                                       |              |                                                  |                                                |               |  |
| 63 | 17         | "Opstandig" (Defiance)                                | Clayton Boen | Catharina Ledeboer & Gloria Shen                 | 27 januari 2015 (), 26 oktober 2015 ( + )      | 316           |  |
| Jax is terug veranderd in een mens en vertelde aan Emma dat de kring haar scherp in de gaten houdt. |            |                                                       |              |                                                  |                                                |               |  |
| 64 | 18         | "Magische Afzetting" (Magical Throwdown)              | Clayton Boen | Catharina Ledeboer                               | 28 januari 2015 (), 27 oktober 2015 ( + )      | 317           |  |
| Diego is aan het trainen voor zijn Kanaygevecht met Mia. Maddie, Katie en Sophie zijn hem daarop aan het voorbereiden. Diego heeft het gevecht verloren en is onder controle van Mia met bliksemschokken. |            |                                                       |              |                                                  |                                                |               |  |
| 65 | 19         | "De Kanay Slaat Toe" (The Kanay Strikes Back)         | Clayton Boen | Catharina Ledeboer                               | 29 januari 2015 (), 28 oktober 2015 ( + )      | 318           |  |
| Emma heeft besloten om met behulp van het kristal Philip in een mens te veranderen, voor Andi. |            |                                                       |              |                                                  |                                                |               |  |
| 66 | 20         | "Nieuwe Heksenorde" (New Witch Order)                 | Clayton Boen | Catharina Ledeboer                               | 30 januari 2015 (), 29 & 30 oktober 2015 ( + ) | 995           |  |
| Emma heeft Philip in een mens veranderd en vlak daarna kwam de kring die woedend is. Bovendien was er een camera in het conciërgelokaal, die heeft gefilmd dat Maddie en Emma aan het toveren waren. Lily, Sophie en Katie moeten die geheugenkaart in handen krijgen anders zal de grootste roddeltante, Gigi, deze geheugenkaart bekijken. Er is een strijd met de H2o en de V3. De V3 hebben een val opgezet voor de H2o en zijn dan besmeurd met oranje smurrie, die smurrie is op de laptop van Gigi gevallen en daarmee ging de geheugenkaart stuk. Nadat Andi het kristal van Mia heeft afgepakt, wil ze het terug. Toen Mia en Emma het kristal samen vastpakten, zijn ze plotseling naar een spel waar zombies in zitten geteleporteerd. Toen er een stel zombies achter Emma en Mia renden, moesten de twee meisjes wel rennen anders grepen de zombies hen. Emma struikelde tijdens het rennen en schreeuwde "Mia" om hulp, na die schreeuw besefte Mia dat een heks een Kanay om hulp vroeg en besefte ze dat niet alle heksen slecht zijn en heeft daarna Emma geholpen. Maddie heeft Emma en Mia met een spreuk uit het spel bevrijd. Mia kondigde tegenover iedereen aan dat ze de heksen niet meer zal lastigvallen waarna ze er met het kristal vandoor gaat. Emma heeft de kring een paar nieuwe regels voorgesteld en zij gingen ermee akkoord. Nu alles in orde is moet Emma een keuze maken tussen Daniel en Jax als vriendje. Ze kiest voor Jax, waarna ze in het zwembad belanden en elkaar kussen. |            |                                                       |              |                                                  |                                                |               |  |

## Seizoen 4: 2015 / 2016
- Dit is het vierde seizoen van Verhekst!
- Dit seizoen heeft 19 afleveringen, waar 1 special ("Forever Charmed") bij komt en 20 afleveringen toont.
- Dit is het laatste seizoen van Verhekst!
- Het vierde seizoen komt in Nederland en België vanaf 1 februari 2016
- Seizoen 4 draait helemaal om Daniels verdwijning en Emma's moeder
- Na dit seizoen komt er een spin-off genaamd WITS Academie

| Nr. | Aflevering | Titel                                                   | Regisseur    | Schrijver                                                                  | Uitzenddatum + /                             | Productiecode |  |
| --- | ---------- | ------------------------------------------------------- | ------------ | -------------------------------------------------------------------------- | -------------------------------------------- | ------------- |  |
| 67 | 1          | "Een Wereld Zonder Jou" (A World Without You)           | Clayton Boen | Catharina Ledeboer & Charlotte Owen                                        | 6 juli 2015 (), 1 februari 2016 ( + )        | 401           |  |
| Na Emma's keuze is er iets misgegaan. Daniel is plotseling verdwenen en niemand weet wie of waar Daniel is, behalve Emma. |            |                                                         |              |                                                                            |                                              |               |  |
| 68 | 2          | "ONDERWEG" (Road Trippin)                               | Clayton Boen | Catharina Ledeboer & Gloria Shen                                           | 7 juli 2015 (), 2 februari 2016 ( + )        | 402           |  |
| Lily heeft Emma verteld dat Daniel misschien in een Continuüm break zit, dus Emma ging uitzoeken waar ze Daniel kan vinden. De tante van Maddie "Irma", is de beste in zoeken naar dingen of mensen. Emma had vier mogelijkheden van Irma gekregen waar Daniel zou zijn in een Continuüm break. drie plaatsen zijn gezocht en één plaats blijft over, in de Everglades. Emma, Lily en haar vrienden gaan daarheen, maar het is moeilijk om een voertuig te vinden. |            |                                                         |              |                                                                            |                                              |               |  |
| 69 | 3          | "Voor Altijd In De Everglades" (Ever in the Everglades) | Clayton Boen | Catharina Ledeboer & Charlotte Owen                                        | 8 juli 2015 (), 3 februari 2016 ( + )        | 403           |  |
| Emma heeft Daniel eindelijk gevonden maar Daniel herinnert zich Emma niet en volgens Lily mag je niet zomaar vertellen aan Daniel dat hij in een Continuüm break zit, anders zal Daniël over 5 dagen verdwijnen, terwijl hij nu een heel leven voor zich heeft. Jax probeert zich in te houden om niet jaloers te worden, maar dat lukt niet echt. Ondertussen zitten Sophie, Katie en Gigi gevangen in een kooi. |            |                                                         |              |                                                                            |                                              |               |  |
| 70 | 4          | "Vast In De Storm" (Stuck in a Storm)                   | Clayton Boen | Catharina Ledeboer & Charlotte Owen                                        | 9 juli 2015 (), 4 februari 2016 ( + )        | 404           |  |
| Jax heeft beslist om terug naar Miami te gaan maar Emma houdt hem tegen. Emma was verbaasd dat Mia samen met Daniel in de Everglades werkt, maar ook Mia zit in een continuüm break vast, maar dan een normaal mens en geen Kanay. Ondertussen is er een storm op komst die iedereen ongerust maakt. |            |                                                         |              |                                                                            |                                              |               |  |
| 71 | 5          | "Het Verhaal Van Twee Levens" (A Tale of Two Lives)     | Clayton Boen | Catharina Ledeboer & Jeff Sayers                                           | 10 juli 2015 (), 5 februari 2016 ( + )       | 405           |  |
| Nadat Jax zijn krachten per ongeluk heeft laten zien aan Gigi en Daniel, vertelt Emma de waarheid aan Daniel. Maddie heeft dan Gigi's geheugen gewist. Maar nadat Emma alles aan Daniel heeft verteld, is de continuüm break weer verschoven en heeft Emma nog maar 5 dagen om hem te redden, anders zal hij verdwijnen. Daniel moet met Emma meegaan naar Miami, anders verdwijnt hij. |            |                                                         |              |                                                                            |                                              |               |  |
| 72 | 6          | "Zielig Zusje" (Twisted Sister)                         | Clayton Boen | Catharina Ledeboer & Charlotte Owen                                        | 13 juli 2015 (), 8 februari 2016 ( + )       | 406           |  |
| Jax vindt een meisje in zijn keuken, Jessie. Zij zegt dat ze broer en zus zijn, maar Jax gelooft haar niet totdat Jake (Jax vader) dit bevestigt. Ondertussen probeert Emma Daniel alles te laten herinneren, maar ze zijn geen stap verder. |            |                                                         |              |                                                                            |                                              |               |  |
| 73 | 7          | "Lunch Bij Lola's" (Lunch at Lola's)                    | Clayton Boen | Catharina Ledeboer & Charlotte Owen                                        | 14 juli 2015 (), 9 februari 2016 ( + )       | 407           |  |
| Om Daniel dingen te laten herinneren gaan Emma, De Sharks en de Panters naar een restaurant, genaamd De Lola's om zo Daniel te laten herinneren dat hij ooit bij de Lola's op bezoek kwam, maar het is niet gelukt. In de Lola's is een mysterieus meisje aanwezig genaamd Talia, die de chef-kok is, maar al snel merkt Jax dat Talia iets verbergt. DEEL 1/DEEL 2 Talia heeft Diego zijn krachten zien gebruiken, maar al snel verzint de groep wat. Talia heeft aan Daniel beloofd dat ze hem zijn geheugen terug kan geven met haar magische kruiden. Het lukt; Daniel herinnert zich alles weer, maar ook zijn herinneringen van de Everglades blijven bestaan. - Opmerking: dit is een speciale aflevering waarin Talia in the kitchen en Verhekst! een aflevering samenspelen. |            |                                                         |              |                                                                            |                                              |               |  |
| 74 | 8          | "Apenhoofd Emoji" (Monkey Face Emoji)                   | Clayton Boen | Catharina Ledeboer & Jeff Sayers                                           | 15 juli 2015 (), 10 februari 2016 ( + )      | 408           |  |
| Daniels geheugen is maar van zijn geboorte tot voor de dag waar hij Emma ontmoette teruggekomen, dus zijn herinneringen van Emma zijn compleet weg, dus hij denkt nu dat Maddie zijn vriendin is. Diego wordt daar jaloers van. De groep maakt een scène om zo Daniel meer dingen te laten herinneren maar al snel valt het plan in het water door Jessie, die Jax GSM gebruikte om zo Emma naar haar huis te lokken en zo ontmoeten Jake en Emma elkaar. Nadat Jessie aan Jax heeft gezegd dat zijn moeder nog in leven is, ging hij naar haar huis waar hij Ursula en zijn (levende) moeder vindt. |            |                                                         |              |                                                                            |                                              |               |  |
| 75 | 9          | "De Tijd Dringt" (The Final Countdown)                  | Clayton Boen | Catharina Ledeboer & Charlotte Owen                                        | 17 juli 2015 (), 11 februari 2016 ( + )      | 409           |  |
| Nadat Jax zijn moeder (Liana) heeft gevonden, heeft ze de waarheid over zijn vader verteld. Het blijkt nu dat Jake de slechte is. Bovendien heeft Emma nog maar een half uur de tijd om Daniel te redden anders verdwijnt hij en zijn familie. Emma had nog maar één plek waar Daniel nog niet is geweest en dat is zijn huis en daar kuste Daniel Emma terwijl Jax zat te kijken. Emma heeft Daniel hard aangepakt door te zeggen dat ze van Jax houdt. Zo is de Continuüm Break geëindigd en is alles weer hoe het was: de V3 is terug zichzelf, de moeder van Daniel is weer een gewone huismoeder en geen receptionist. Mia is weer zichzelf als Kanay en Daniel kan zich alles weer herinneren, maar het grote probleem is dat Daniel zich ook weer herinnert dat Emma voor Jax koos en niet voor hem. |            |                                                         |              |                                                                            |                                              |               |  |
| 76 | 10         | "Terug In De Tijd " (Diego's Wipedown)                  | Clayton Boen | Catharina Ledeboer & Charlotte Owen                                        | 20 juli 2015 (), 12 februari 2016 ( + )      | 410           |  |
| Daniel wordt woedend omdat Emma voor Jax heeft gekozen en stuurt haar weg. Ondertussen probeert Emma haar relatie met Jax terug goed te maken vanwege de kus met Daniel, Emma besloot terug in tijd te gaan om te laten zien aan Jax dat "Daniel haar kuste "en dan dat Emma zegde dat ze van Jax houdt, toen is de relatie goed gekomen, maar Jake dreigt om het aan de kring te vertellen. De familie Van Pelt organiseert hun traditionele feestje, maar van Ursula mag Diego er niet bij zijn. Dat doet Maddie en Diego verdriet. - Opmerking: Deze aflevering vormt eigenlijk een geheel met de volgende (aflevering 11), maar in Nederland en België zijn de afleveringen gesplitst. Ook zijn de namen van beide afleveringen veranderd. |            |                                                         |              |                                                                            |                                              |               |  |
| 77 | 11         | "De Rivaal" (Diego's Wipedown)                          | Clayton Boen | Catharina Ledeboer & Charlotte Owen                                        | 20 juli 2015 (), 15 februari 2016 ( + )      | 411           |  |
| Omdat Diego niet van de Van Pelts mee mag gaan naar de reünie, negeert hij Maddie. Wanneer Maddie het recht in zijn gezicht vertelt, maakt hij het uit met haar. Daniel gaat naar Mia om te zeggen of zij de Everglades nog herinnert, maar zij ziet het als onzin en gaat meteen weg. Liana wist dat Jake haar heeft gevonden dus is ze weer verhuisd, Jax zocht overal maar kan haar niet vinden totdat hij een brief voor haar schrijft. Daarna gaat Liana zelf naar Emma's huis. - Opmerking: Deze aflevering vormt eigenlijk een geheel met de vorige (aflevering 10), maar in Nederland en België zijn de afleveringen gesplitst. Ook zijn de namen van beide afleveringen veranderd.. |            |                                                         |              |                                                                            |                                              |               |  |
| 78 | 12         | "Van Pelt Reünie" (Van Pelt Reunion)                    | Clayton Boen | Catharina Ledeboer & Jeff Sayers                                           | 21 juli 2015 (), 16 februari 2016 ( + )      | 412           |  |
| Maddie heeft het bijgelegd met Diego en mag van haar naar de reünie, ook al is Ursula het er niet mee eens. Nadat Jake Novoa wraak was komen nemen op Ursula door Maddie te ontvoeren, heeft Diego de hele reünie gered en zo is Ursula toch van gedachten veranderd toen ze zag dat Kanays goed zijn. Bovendien hebben Emma en Liana elkaar ontmoet en Liana heeft heel het verhaal tegen Jax verteld, zo kwam alles toch goed tussen die twee. Emma werd jaloers om Jax die zijn verloren moeder heeft teruggevonden. Ze miste haar eigen moeder heel erg. Dit leidt tot een gedachte die compleet niet verwacht werd door Emma. |            |                                                         |              |                                                                            |                                              |               |  |
| 79 | 13         | "Terug Naar Het Begin" (Back to Square One)             | Clayton Boen | Catharina Ledeboer & Jeff Sayers                                           | 22 juli 2015 (), 17 februari 2016 ( + )      | 413           |  |
| Jake heeft Jessie meegenomen naar Australië om Liana te ontwijken (ze verbergt iets wat nog zelfs niet van Jake verwacht wordt). Daniel mist de Everglades en gaf toe dat de Everglades beter is dan Miami. Emma dacht eraan om terug in tijd te gaan om haar moeder te redden, maar de kring gaat haar proberen tegen te houden door haar krachten af te pakken. |            |                                                         |              |                                                                            |                                              |               |  |
| 80 | 14         | "Magie Uit Een Flesje" (Power in a Bottle)              | Clayton Boen | Catharina Ledeboer & Charlotte Owen                                        | 23 juli 2015 (), 18 februari 2016 ( + )      | 414           |  |
| Toen de kring Emma's krachten wou afpakken, heeft Emma hun krachten juist van hen afgepakt. Desdemona en Agamemnon zijn nu hopeloos en kunnen bijna niks, ze moeten wennen aan het gewone mensenleven. Jax heeft Jessie stiekem terug naar Miami gebracht omdat Jake slecht is, maar Jake wil juist duidelijk maken dat Liana iets verbergt. Emma heeft besloten dat ze hoe dan ook terug in tijd gaat. |            |                                                         |              |                                                                            |                                              |               |  |
| 81 | 15         | "Stel je Voor" (What If?)                               | Clayton Boen | Catharina Ledeboer & Charlotte Owen                                        | 24 juli 2015 (), 19 februari 2016 ( + )      | 415           |  |
| Emma maakte ruzie met Andi en deed heel gemeen tegen haar. Hex is ook erg kwaad op Emma, daarom zocht Emma naar een boek waar staat hoe je de tijdmanipulatiespreuk kan gebruiken. Bovendien is Diego met Mia gaan praten over het feit dat er misschien andere Kanays bestaan. Helaas zijn zij de enige twee. |            |                                                         |              |                                                                            |                                              |               |  |
| 82 | 16         | Special: "Voor Altijd Betoverd!" (Forever Charmed)      | Clayton Boen | Catharina Ledeboer, Amir Thomas, Jeff Sayers, Gloria Shen & Charlotte Owen | 27 juli 2015                                 | 993           |  |
| Deze speciale aflevering toont wat er al allemaal is gebeurd in het vierde seizoen en geeft trailers over de volgende en laatste afleveringen. - Opmerking: Deze aflevering kwam niet in Nederland en België. |            |                                                         |              |                                                                            |                                              |               |  |
| 83 | 17         | "Vrijanden" (Frenemies)                                 | Clayton Boen | Catharina Ledeboer, Jeff Sayers & Charlotte Owen                           | 27 juli 2015 (), 22 februari 2016 ( + )      | 416           |  |
| Emma heeft Maddies krachten gestolen, al haar vrienden behalve Jax keren zich tegen haar. Jake wilde Jessie meenemen maar Jax stuurde hem weg. Het leek wel alsof Jake iets heel interessants ging zeggen over Liana. Bovendien heeft Emma een groen lichtgevende portaal gemaakt dat als tijdmachine werkt. Ze wil haar moeder gaan redden, maar heeft niet genoeg kracht om de tijd terug te draaien. De krachten van Maddie en de kring zijn afgenomen door Emma voor haar portaal, maar ze heeft meer kracht nodig. Ze kondigt tegenover Jax aan dat ze Jakes krachten gaat afnemen om het portaal nog sterker te maken. |            |                                                         |              |                                                                            |                                              |               |  |
| 84 | 18         | "Stop Emma" (Stop Emma)                                 | Clayton Boen | Catharina Ledeboer, Jeff Sayers & Charlotte Owen                           | 28 juli 2015 (), 23 februari 2016 ( + )      | 417           |  |
| Jake heeft de hele waarheid tegen Jax verteld: dat zijn moeder een heks is en kwade bedoelingen heeft. Bovendien geven Andi, de panters en Diego en de kring een vergadering over Emma. Omdat niemand sterker is dan Emma besloten ze om Mia in te schakelen, maar Mia zegt dat Emma juist door moet gaan zodat als de geschiedenis verandert, Mia terug in de Everglades zit samen met haar ouders. Ondertussen overweegt Emma om niet Jakes krachten af te pakken, maar die van het schoolhoofd. |            |                                                         |              |                                                                            |                                              |               |  |
| 85 | 19         | "Mama's Lieveling" (Mommie Dearest)                     | Clayton Boen | Catharina Ledoboer & Charlotte Owen                                        | 29 juli 2015 (), 24 februari 2016 ( + )      | 418           |  |
| Jax is ervan overtuigd dat Liana een heks is. Liana vraagt Jax om mee te helpen Emma uit te schakelen, maar Jax doet niet mee aan haar plan en daarom verlamde Liana Jax. Jessie is alvast op de vlucht geslagen voor Liana. Ondertussen hebben Andi, haar vrienden en de kring een conversatie met Emma gehouden over het tijdreizen, maar Emma gaat toch door met haar plan en brengt het schoolhoofd terug naar Miami, die in limbo ( het vagevuur) vastzat. |            |                                                         |              |                                                                            |                                              |               |  |
| 86-87 | 20         | "Het Offer" & "Gewoon een Meisje" (A Girl's Sacrifice)  | Clayton Boen | Catharina Ledoboer, Jeff Sayers & Charlotte Owen                           | 30 juli 2015 (), 25 & 26 februari 2016 ( + ) | 419-420       |  |
| Nu het schoolhoofd terug is, volgt Emma's duistere kloon haar. Emma heeft dan beiden hun krachten afgenomen voor haar lichtportaal (tijdmachine). Emma ontdekt dat Liana een heks is en bovendien nog een kwaadaardige. Liana gooit Emma omver en steelt alle krachten die in het lichtportaal zaten. Jessie haar krachten zijn eindelijk gekomen en ze bevrijdt Jax van Liana's spreuk. Een heel groot magisch gevecht op school houdt iedereen bezig, maar alsnog verliest Liana en ze wordt naar Limbo gestuurd. Emma stuurt het schoolhoofd terug naar Limbo en haar duistere kloon heeft ze in zichzelf gestoken. Emma verontschuldigt zich tegenover haar vrienden en de kring, ze stopte met haar plan en gaf de kring en Maddie de krachten terug die daarna Emma hebben vergeven. Nu Daniel eindelijk terug zijn leven in de Everglades heeft, is hij heel gelukkig. Zoals in het begin van het seizoen kon niemand zich Daniel nog herinneren en nu ook maar ze liet Andi als enige zich alles nog herinneren. Jake heeft aan Jessie gezegd dat ze naar de heksenschool mag gaan. Bovendien is Andi's grote wens eindelijk door Emma uitgekomen: ze mag naar de heksenschool om te trainen om beschermer te worden, dit leidt naar de spin-off van Verhekst!: WITS Academie. |            |                                                         |              |                                                                            |                                              |               |  |